# الظفير (حبيش)

تعديل مصدري - تعديل

الظفير محلة تابعة لقرية الربع، التابعة لعزلة بني شبيب بمديرية حبيش إحدى مديريات محافظة إب في الجمهورية اليمنية، بلغ تعداد سكانها 30 حسب تعداد اليمن لعام 2004.